# Bloxwich
Bloxwich est une petite ville dans le district métropolitain de Walsall, Midlands de l'Ouest, en Angleterre dans le Royaume-Uni.

## Histoire

### Origines
Les origines de la ville remontent à la période anglo-saxonne. Son nom suggère qu'il s'agit d'un emplacement établi par une famille Bloc (Bloxwich signifie "village de bloc").
Des travaux menés au XIXe siècle suggèrent que le village est un établissement du manoir de Wednesbury, mais le lien n'est pas formellement établi. Bloxwich a été liée, depuis le Moyen Âge, à la ville de Walsall. Dans le Domesday Book, Bloxwich est mentionnée sous le nom de "Blockeswich".
Traditionnellement, il existe une rivalité entre Bloxwich et Walsall qui remonte à la Première Révolution anglaise. La première était royaliste alors que la deuxième était pour les parlementaires. Cette situation était exacerbée au XVIIe et XVIIIe siècles par le système de taxations locales des Poor rate (en).

### XVIIIeetXIXesiècles
Faisant partie du Black Country, Bloxwich s'agrandit rapidement au XVIIIe siècle pendant la Révolution industrielle grâce aux mines de charbon, de fer et des usines qui se développent grâce à elles. Entre autres productions, la ville s'est spécialisée dans la production d'Alênes, réputés les meilleurs du Royaume-Uni.

### XXeetXXIesiècles
Profitant de la proximité de Walsall, Bloxwich s'est intégrée à l'agglomération en tant que council housing (en). L'habitat résidentiel s'y est beaucoup développé dans les années 1990 et 2000.

### La ville aujourd'hui
Le centre-ville est constitué principalement de constructions des époques victorienne et édouardienne, ainsi que de nombreux parcs et jardins. Jusque dans les années 1960, Bloxwich possédait plus de pubs que n'importe quelle autre ville de l'agglomération.

## Source
- (en) Cet article est partiellement ou en totalité issu de l’article de Wikipédia en anglais intitulé « Bloxwich » (voir la liste des auteurs).